# رمزباتوم
رمزباتوم (به انگلیسی: Ramsbottom) یک شهرک در بریتانیا است که در کلان‌شهر مستقل بری واقع شده‌است. رمزباتوم ۱۷٬۸۷۲ نفر جمعیت دارد.